# ザラ・ティンダル
ザラ・アン・エリザベス・ティンダル（Zara Anne Elizabeth Tindall MBE（旧姓：フィリップス Phillips）、1981年5月15日 - 、43歳）は、イギリスの王女であるプリンセス・ロイヤル・アンの第2子・長女で、エリザベス2世の孫。父はマーク・フィリップス陸軍大尉。兄にピーター・フィリップスがいる。2023年6月現在、アイラ・フィリップスに次ぎイギリス王位継承順位22位。貴族称号は有しない。

## 人物
ロンドン市内パディントンの病院で、アン王女とマーク・フィリップスの間に誕生した。エリザベス2世女王とエディンバラ公爵フィリップの初の孫娘であった。
英国王室メンバーも学んだ北部スコットランドの名門寄宿学校ゴードンストウン校で学ぶ。
イギリスを代表する総合馬術の選手であり、2006年にはヨーロッパ総合馬術選手権で個人優勝を果たし、同年12月にはBBCの最優秀スポーツ選手賞に選出された。これを受け、大英帝国勲章が授与された。
アテネ五輪及び北京五輪に出場する予定であったが、いずれも愛馬の負傷により参加を断念した。
2010年12月21日に、イングランドのラグビー選手マイク・ティンダルとの婚約が発表され、2011年7月30日にエディンバラのキャノンゲート教会で結婚式を挙げた。
2012年、ロンドンオリンピック馬術競技の総合馬術団体に出場し、銀メダルを獲得した。
2014年1月17日、長女を出産。ミア・グレース・ティンダルと名付けた。
2018年6月18日、次女レイナ・エリザベス・ティンダルを出産。
2021年3月21日、長男ルーカス・フィリップ・ティンダルを自宅の浴室で出産。